# Рио-де-Жанейро (пароход)
«Рио-де-Жанейро» (англ. City of Rio de Janeiro) — пассажирский пароход с железным корпусом, спущенный на воду в 1878 году и курсировавший между Сан-Франциско и различными портами Азиатско-Тихоокеанского региона. 22 февраля 1901 года судно затонуло после столкновения с подводным рифом у входа в залив Сан-Франциско по пути из Гонконга. Из примерно 220 пассажиров и членов экипажа на борту выжило менее 85 человек, ещё 135 погибли в результате катастрофы. Затонувший корабль лежит на глубине 287 футов (87 м) недалеко от Золотых Ворот и внесён в Национальный реестр исторических мест как объект, имеющий национальное значение.
«Рио-де-Жанейро» был одним из многих кораблей, которые потерпели крушение из-за сложных навигационных условий в этом районе.

## История
«Рио-де-Жанейро», спущенный на воду 6 марта 1878 года, изначально был построен для компании «United States & Brazil Mail Steamship Company», которая осуществляла перевозки между Бразилией и США на двух судах. Это оказалось невыгодным, и в 1881 году он был продан компании «Pacific Mail Steamship Company» и переоборудован в океанский лайнер, курсировавший между Сан-Франциско, Гонолулу, Японией и Гонконгом.
Альфред Дэниел Джонс, генеральный консул США в Шанхае, умер на борту в 1893 году. У него случился нервный срыв в Шанхае. Он вёл себя агрессивно, и на борту его пришлось сковать наручниками. Он бредил несколько дней перед смертью.
В начале марта 1896 года, когда он шёл из Сан-Франциско на Гавайи, у него закончился уголь, и он добрался до Гонолулу, сжигая в качестве топлива деревянные стеньги и надстройки. В 1898 году правительство США взяло корабль в аренду на короткое время, чтобы переправить войска в Манилу на Филиппинах в рамках испано-американской войны. После войны он вернулся на свой обычный маршрут по Тихому океану.

## Крушение

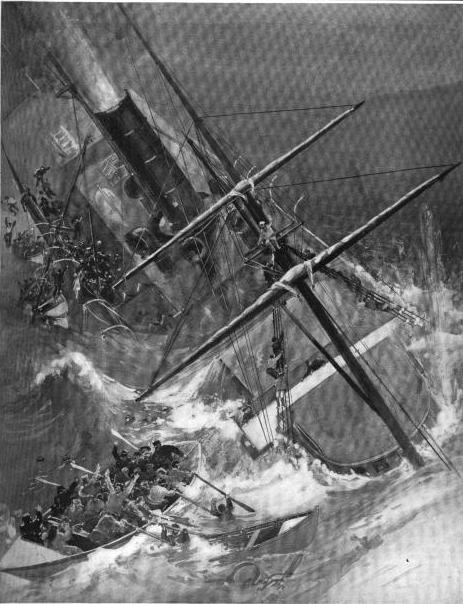
Художественное изображение крушения парохода «Рио-де-Жанейро», 1901 год

22 февраля 1901 года, пытаясь пройти через пролив Золотые Ворота в густом тумане по пути в порт приписки Сан-Франциско, «Рио-де-Жанейро» столкнулся с рифами, предположительно в южной части пролива у Форт-Пойнта или рядом с ним, и затонул кормой вперёд.
Судно получило значительные повреждения. Большая часть нижней части судна была разорвана в результате столкновения, что привело к быстрому затоплению грузовых отсеков и машинного отделения морской водой. Корабль был построен в 1878 году, до того, как стали использовать водонепроницаемые переборки, поэтому он затонул менее чем за десять минут. Обломки были найдены на глубине 287 футов (87 м).
Была большая неразбериха, потому что офицеры были англоговорящими американцами, а матросы — не англоговорящими китайцами. В результате было спущено на воду мало спасательных шлюпок.
Катастрофа произошла быстро и в густом тумане. Смотритель спасательной станции Форт-Пойнт, находившейся всего в нескольких сотнях ярдов от места происшествия, в течение двух часов не знал о ситуации, пока из тумана не показалась спасательная шлюпка. К счастью, неподалёку находились итальянские рыбаки, которые смогли спасти выживших, цеплявшихся за плавающие обломки. Один из этих спасателей, Гаспаре Палаццоло из Терразини, Сицилия, капитан судна «Citta di N.Y.», был награждён золотой медалью «Banco Italo-Americana di San Francisco» за свой героизм.
Из 210 человек, находившихся на борту, 82 были спасены, но 128 человек погибли. Среди погибших был капитан Уильям Уорд. Ранее он говорил, что если когда-нибудь столкнётся с подобной ситуацией, то пойдёт ко дну вместе со своим кораблём. Среди погибших при крушении были Рунсвелл Уайлдмен, генеральный консул США в Гонконге, его жена и двое детей, которые направлялись в Вашингтон, чтобы принять участие в инаугурации Уильяма Мак-Кинли.

## Последствия
Вскоре после крушения парохода «Рио-де-Жанейро» Конгресс США одобрил финансирование строительства маяка на Майл-Рокс, где произошло крушение. В 1889 году Служба маяков США установила рядом с рифами буй-колокол, однако из-за сильного течения в этом районе буй-колокол уходил под воду и дрейфовал. Также было выделено 7000 долларов на установку противотуманного маяка на Форт-Пойнт, примерно в полутора морских милях от Майл-Рокс.

## Груз
После кораблекрушения ходили слухи, что среди груза корабля было значительное количество золота и серебра, но в судовом журнале такой груз не значился. Однако в судовом журнале значились 2423 пластины олова, каждая из которых весила 107 фунтов (49 кг). Страховщики судна выплатили 79 000 долларов за утрату металла, рыночная стоимость которого на 13 декабря 2014 года превышала 2 900 000 долларов.

## Поиски и попытки подъёма судна

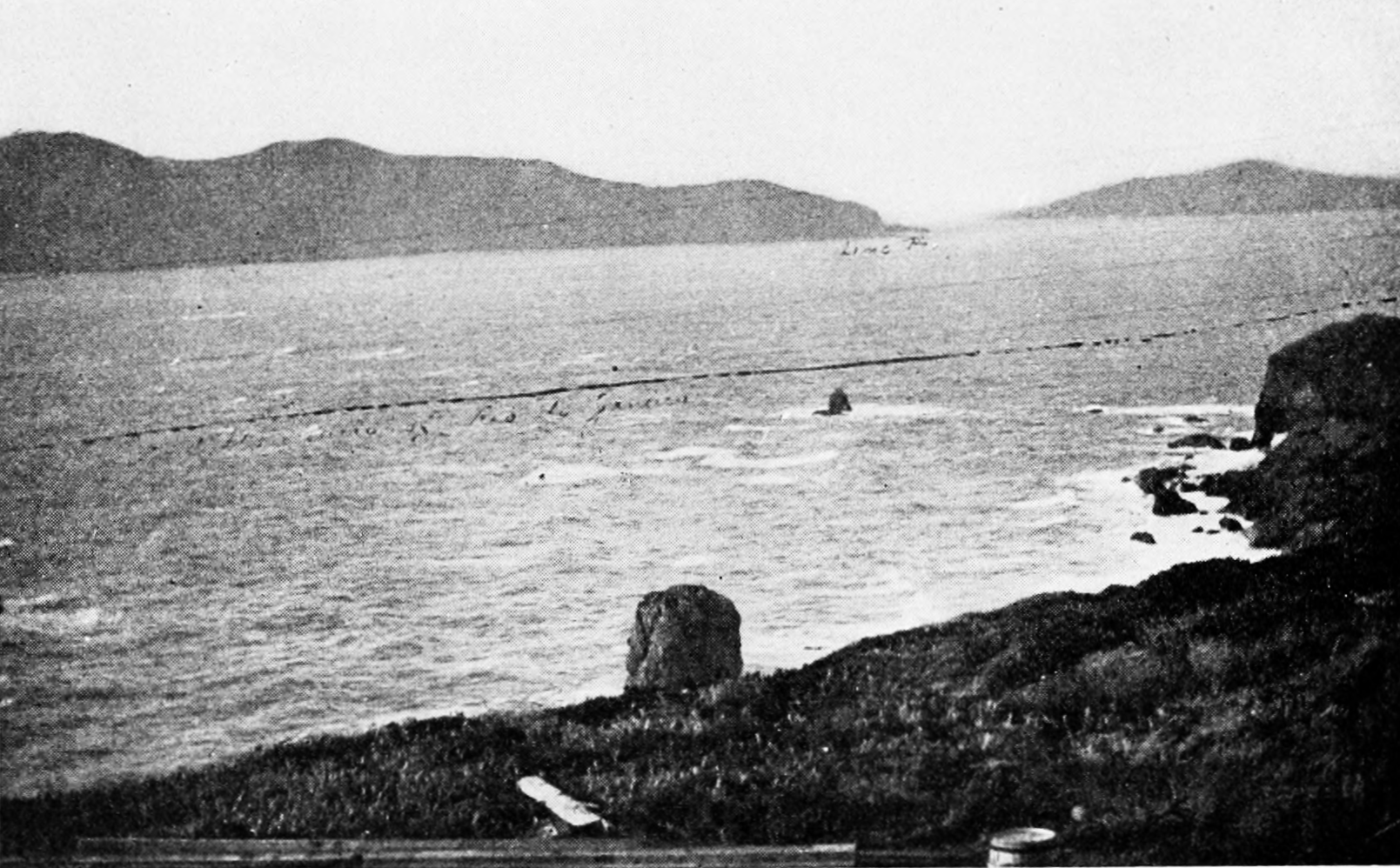
Фотография с линией, показывающей вероятный курс «Рио-де-Жанейро», опубликованная в журнале Popular Science Monthly в 1901 году

Водолазы, нанятые Тихоокеанской почтовой линией, немедленно начали поиски корабля, но не смогли найти никаких следов из-за большой глубины в этом районе, которая была намного больше возможностей водолазов и спасателей того времени.
В течение нескольких лет после катастрофы на берег возле Форт-Пойнта выбрасывало тела, в том числе в июле 1902 года останки капитана Уорда, которые были опознаны по цепочке от часов, обмотанной вокруг его грудной клетки.
15 ноября 1905 года газета «Лос-Анджелес Геральд» сообщила, что водолазы нашли затонувший корабль. Утверждалось, что не было никаких сомнений в том, что это именно тот корабль, который они искали. Один из водолазов едва не погиб во время исследования дна залива Золотые ворота.
В 1917 году у мыса Лобос на поверхность всплыл деревянный бочонок с надписью «Рио-де-Жанейро». В 1919 году ещё больше обломков корабля всплыло в заливе Суисун, в 40 милях (64 км) от предполагаемого места крушения между Майл-Рок и Бейкер-Бич. 
У Бейкер-Бич течения слишком сильные, а вода слишком глубокая для всех, кроме профессиональных дайверов. Также было высказано предположение, что корабль, возможно, унесло течением в море, когда он затонул, в то время как некоторые говорят, что его не смогли найти из-за большого количества затонувших кораблей на морском дне в этом районе и что даже с помощью современного гидролокатора было бы невозможно отличить то, что осталось от корабля, от других разрушенных останков затонувших кораблей.
В 1931 году капитан Хаскелл официально заявил о своих правах на груз и обломки затонувшего судна; на пресс-конференции он объявил, что обнаружил затонувшее судно с помощью подводной лодки собственного изобретения, рассчитанной на двух человек, и планировал поднять с затонувшего судна серебро на сумму 6 миллионов долларов. Однако в июле 1931 года он бесследно исчез.
В 1987 году Гас Кафкалас, ипотечный банкир из Сан-Франциско, объявил, что он и еще четверо мужчин обнаружили затонувшее судно на глубине 200 футов, в полумиле к западу от моста Золотые ворота, с помощью гидролокатора и фотографий, сделанных роботизированной подводной лодкой. Кафкалас сказал, что они не будут пытаться поднять корабль, потому что состояние корпуса и сильные приливы и течения делают эту задачу практически невыполнимой, но что они надеются исследовать внутренние помещения корабля в поисках, по слухам, груза серебра. Он сказал, что консорциум готов потратить 1 миллион долларов, чтобы спасти то, что осталось от затонувшего судна.
Кафкалас и его партнёры подали заявку на получение разрешения на работы в Комиссию по государственным землям Калифорнии под названием «Segamb, Inc». (в нескольких сообщениях СМИ она указана как «Seagamb Corp.»), и 6 февраля 1989 года Комиссия выдала разрешение «на проведение исследований и составление карт, а также на извлечение объекта или объектов, достаточных для однозначной идентификации затонувшего судна» при соблюдении множества условий. Однако компания «Segamb» так и не выполнила эти условия, и 17 января 1990 года разрешение было отозвано.
Обломки «Рио-де-Жанейро» были снова обнаружены в ноябре 2014 года и детально сфотографированы с помощью гидролокатора. Планов по их подъёму нет.

## Также к прочтению
- Belyk, Robert C. Great Shipwrecks of the Pacific Coast. — John Wiley & Sons, 2001. — ISBN 0-471-38420-8.
- The Bay's Worst Sea Disaster. Base portal. San Francisco. Дата обращения: 4 ноября 2007.
- The new line to Brazil; the steam-ship city of Rio de Janeiro thrown open to public inspection, her dimension & peculiarities. The New York Times (28 апреля 1878). Дата обращения: 30 апреля 2008.